# Ночето
Ночето (итал. Noceto) —  коммуна в Италии, расположена в области Эмилия-Романья, подчиняется административному центру Парма.
Население коммуны, на 01.01.2024 года, составляет 13 306 человек, плотность населения — 166,76 чел./км². Коммуна занимает площадь 79,79 км². 
Почтовый индекс — 43015. Телефонный код — 0521.
Покровителем коммуны почитается святитель Мартин Турский, день его памяти ежегодно отмечается 11 ноября.

## Администрация коммуны
Главой коммуны является мэр Фабио Феччи, с 9 июня 2024 года.
Муниципалитет входит в движение «Соглашение мэров». 